# BC Žalgiris
O Basketball Club Žalgiris (em Lituano: Krepšinio klubas Žalgiris) é um time profissional de basquete que está sediado em Kaunas, na Lituânia, e compete internamente na Lietuvos krepšinio lyga (LKL, Liga Lituana de Basquetebol). 
O Žalgiris é um dos 11 clubes europeus a ter licenças de longo prazo com a Euroliga, que oferece um lugar garantido na temporada regular da liga. Desde a temporada de 2011-12, Žalgiris joga seus jogos em casa no Žalgiris Arena, que foi construído pouco antes do EuroBasket de 2011. O nome do clube comemora a batalha vitoriosa de Žalgiris (Batalha de Grunwald). Tanto Žalgiris como Grunwald traduzem para "bosque verde".
Žalgiris contou com muitas lendas do basquete lituano durante a sua história, incluindo Arvydas Sabonis, Modestas Paulauskas e Šarūnas Jasikevičius. Oito dos treze jogadores lituanos que jogaram na NBA jogaram no time principal ou nas categorias de base em algum momento de suas carreiras, são eles: Arvydas Sabonis, Šarūnas Marčiulionis, Šarūnas Jasikevičius, Zydrunas Ilgauskas, Donatas Motiejūnas, Mindaugas Kuzminskas, Darius Songaila e Martynas Andriuškevičius.
A equipa é o clube de basquetebol lituano mais condecorado, tendo ganho vinte campeonatos lituanos, cinco campeonatos soviéticos, um campeonato europeu e tendo alcançado as finais da liga lituana em todas as temporadas desde a sua formação em 1993.

## História

### 1944–1982

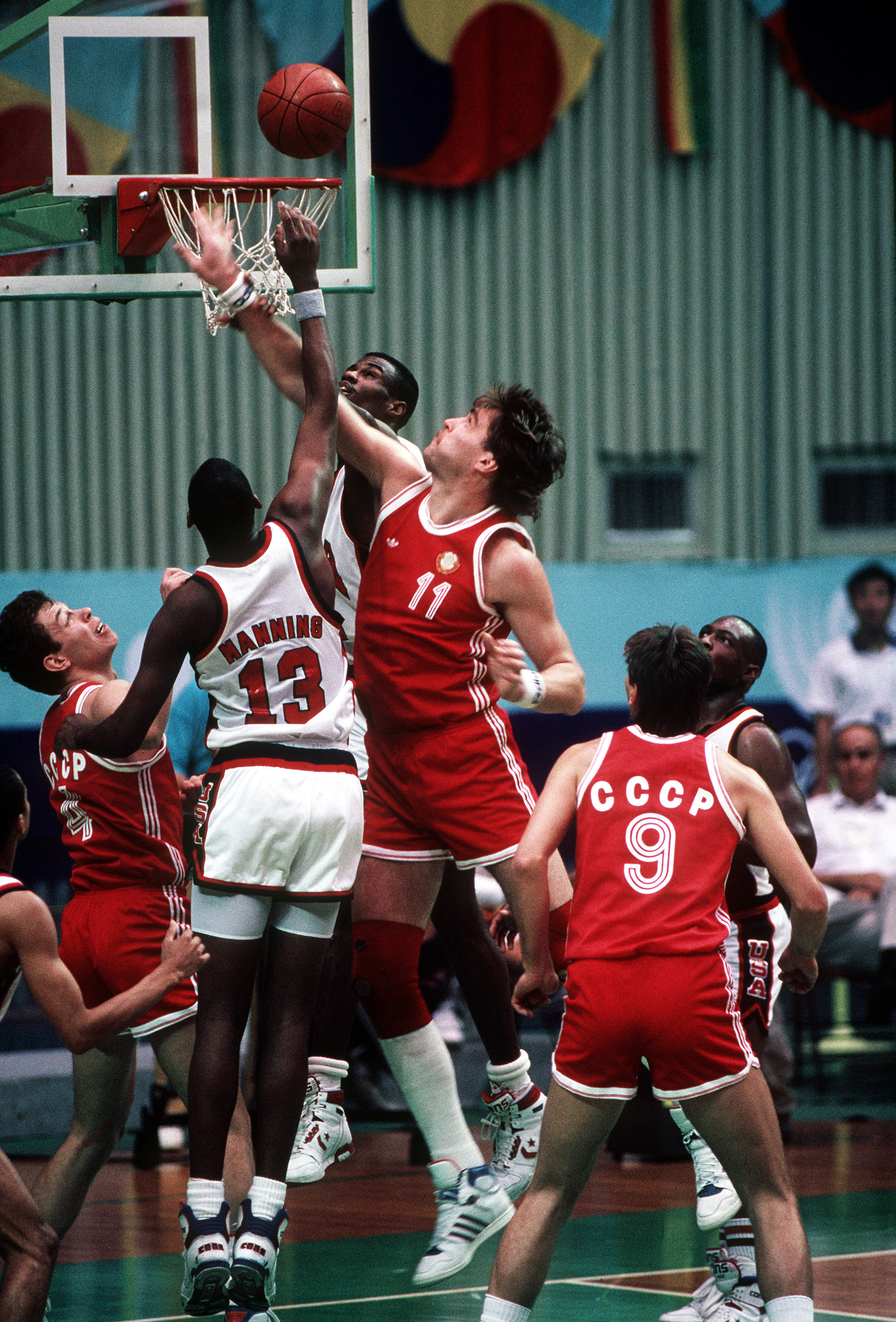
Arvydas Sabonis (nº 11) foi um dos Pivôs mais dominantes do mundo.

O Basketball Club Žalgiris foi formado em 1944. A equipe rapidamente ganhou destaque, vencendo vários campeonatos de basquete na Lituânia e o Campeonato Soviético em 1947 e 1951. A equipe conquistou medalhas de prata nos campeonatos de 1949 e 1952 e bronze em 1953, 1954, 1955 e 1956. Žalgiris também ganhou a Copa Soviética de Basquete em 1953. A equipe na época era liderada por Stepas Butautas e Justinas Lagunavičius, e, mais tarde, por Stasys Stonkus e Algirdas Lauritnas.
Na década de 1960, o jogo da equipe diminuiu, e muitos novos jogadores jovens se juntaram à equipe, como Modestas Paulauskas, Romualdas Venzbergas, Henrikas Giedraitis, Algirdas Linkevičius e Sergjus Jovaiša. A equipe conquistou a medalhas de bronze no Campeonato Soviético em 1971, 1973 e 1978. Em 1980, Žalgiris conquistou a medalha de prata no Campeonato Soviético e se classificou para a Copa dos Campeões Europeus da FIBA de 1980–81.

### 1983-1987: Fama

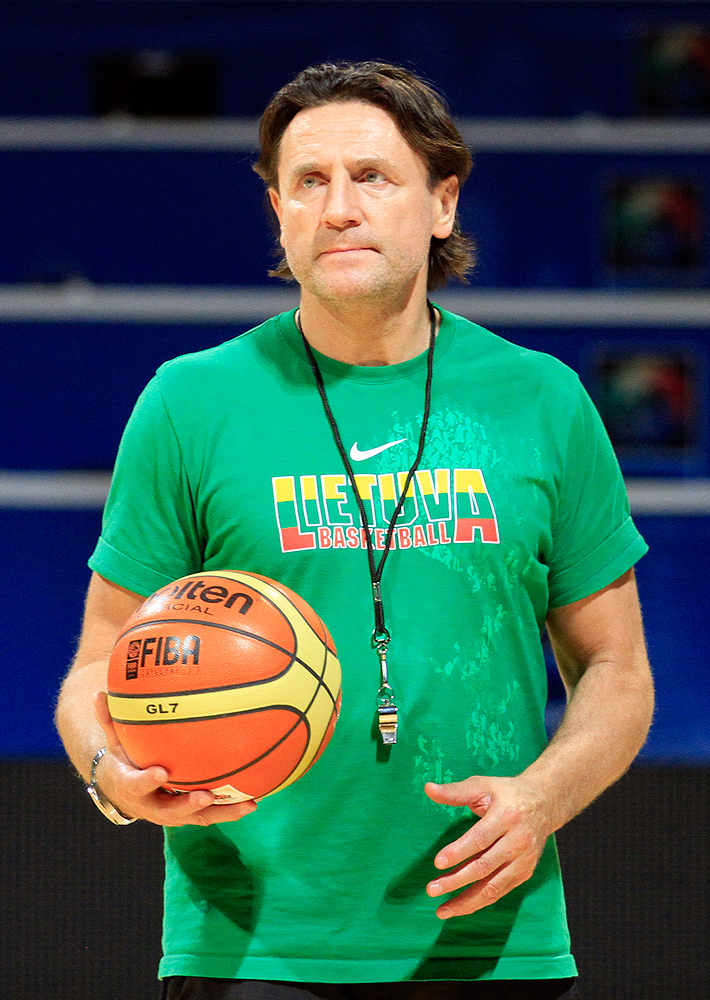
Valdemaras Chomičius jogou 11 temporadas seguidas no clube (1978 a 1989).

Na década de 80, o Žalgiris se tornou um clube dominante na União Soviética e na Europa, quando acrescentou novos talentos ao time - Valdemaras Chomičius e Rimas Kurtinaitis - e o técnico Vladas Garastas. O maior acréscimo foi Arvydas Sabonis, de 17 anos, que estreou no clube em 1981. Ele poderia fazer tudo na quadra: jogar na defesa, ajudar seus companheiros de equipe, arremessar para três pontos e dominar dentro do garrafão.
Durante a década de 1980, Žalgiris venceu três títulos consecutivos da Campeonato Soviético, de 1985 a 1987, derrotando o CSKA Moscou nas finais. Em 1985, chegaram à final da Copa Saporta, mas perderam para o FC Barcelona. Apesar da derrota, eles participaram da Euroliga no ano seguinte como campeão da União Soviética, chegando à final e perdendo para o Cibona. Em 1986, Žalgiris venceu a Taça Intercontinental William Jones, derrotando o Cibona de Dražen Petrović nas semis-finais e o Ferro Carril Oeste na final. Eles também participaram da Campeonato Mundial Interclubes de Basquete de 1979. Žalgiris estava emergindo como um dos principais clubes da Europa na época.
Em meados da década de 1980, as finais entre Žalgiris Kaunas e CSKA Moscou serviram como uma grande inspiração para o renascimento nacional da Lituânia, especialmente quando jogavam no Kaunas Sports Hall. Daí surgiu o movimento nacional Sąjūdis e o restabelecimento da independência do Estado.

### 1987-1989: Contratempos
Em 1987, no entanto, Žalgiris sofreu um revés quando o craque Sabonis sofreu uma lesão no tendão de Aquiles. Três meses depois, ele machucou novamente, fazendo com que ele perdesse a maior parte da temporada de 1987-88. Naquela temporada, Žalgiris ficou com a medalha de prata no Campeonato Soviético perdendo para o CSKA Moscou na final. Na próxima seguintes, Sabonis conseguiu levar a equipe até as semis-finais da Copa Saporta e ficou com a medalha de prata no Campeonato Soviética, perdendo a final para o Stroitel Kiev.
Pouco antes do início da temporada de 1989-90, Žalgiris perdeu todos os seus líderes e metade de sua equipe: Sabonis, Kurtinaitis, Jovaiša, Chomičius e o técnico Garastas deixaram o clube, livres da Cortina de Ferro que os havia impedido de irem pra outros lugares da Europa.

### 1989–1997: Nova geração

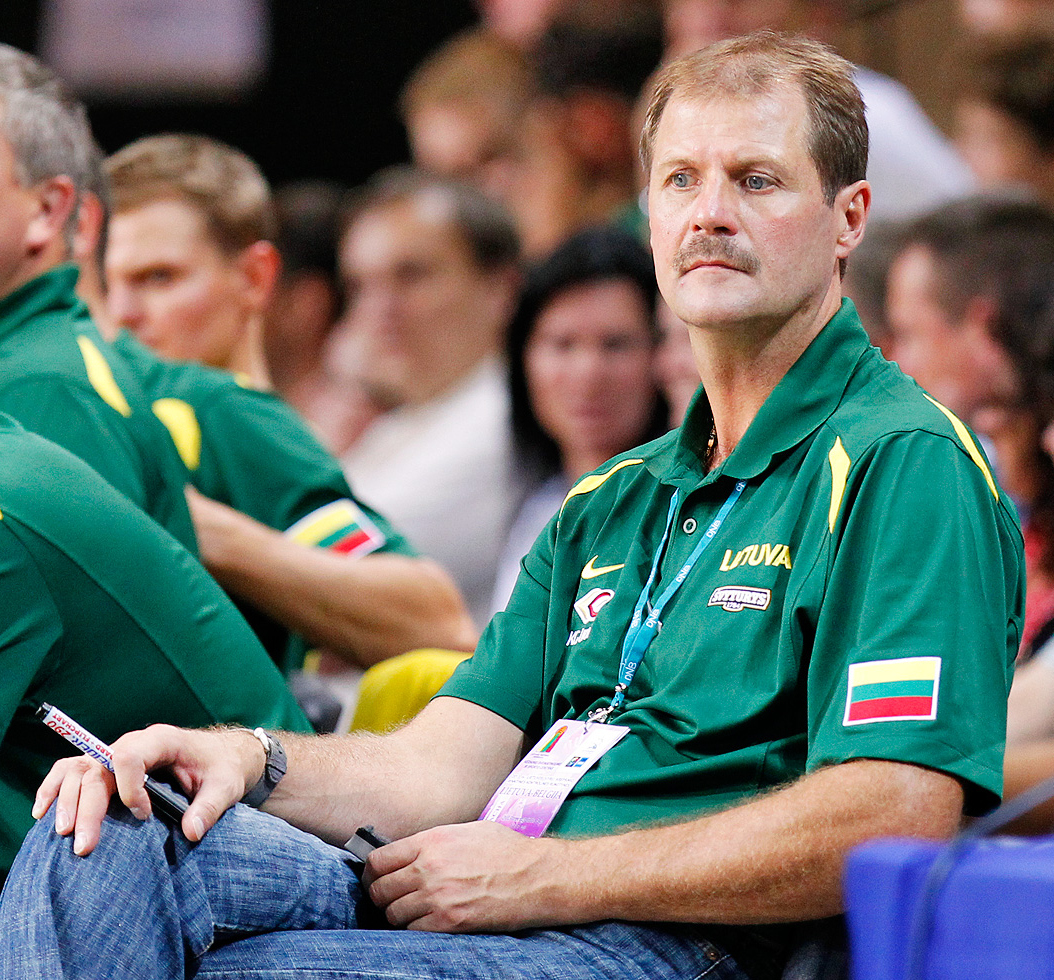
O ex-jogador Gintaras Krapikas mais tarde se tornou o treinador principal do Žalgiris

Na temporada de 1989-90, Žalgiris chegou às semifinais da Copa Saporta, onde perdeu para o Real Madrid. Após a lei do restabelecimento do Estado da Lituânia, Žalgiris deixou o campeonato da URSS. Nas temporadas seguintes, eles ganharam a liga da Lituânia em 1991, 1992 e 1993, e a LKF Cup em 1990. Žalgiris venceu o torneio ProfBasket Cup, com muitas ex-equipes da URSS, em 1992. Eles ganharam seu primeiro título da Liga Lituana de Basquetebol (LKL) em 1994, vencendo o Atletas Kaunas por 3-1 na final.
Nos dois anos seguintes, Žalgiris novamente dominou a LKL, derrotando Atletas Kaunas por 3-0 em 1995 e 3-2 em 1996. Ele também teve sucesso participando da Copa Saporta de 1995-96, depois de terminar com um recorde de 9-3 na temporada regular, eles perderam para o PAOK nas semifinais.
Em 1997, Žalgiris venceu novamente a LKL, derrotando o Olimpas Žemaitija Plungė por 3-0 nas finais, e chegou ao Round 16 da Copa Saporta, perdendo para a Paris Basket Racing. Jogadores como Darius Lukminas, Gintaras Einikis, Kęstutis Šeštokas, Dainius Adomaitis e Darius Maskoliūnas jogaram pelo clube durante este período, treinados por Jonas Kazlauskas.

### 1998-1999: O maior sucesso

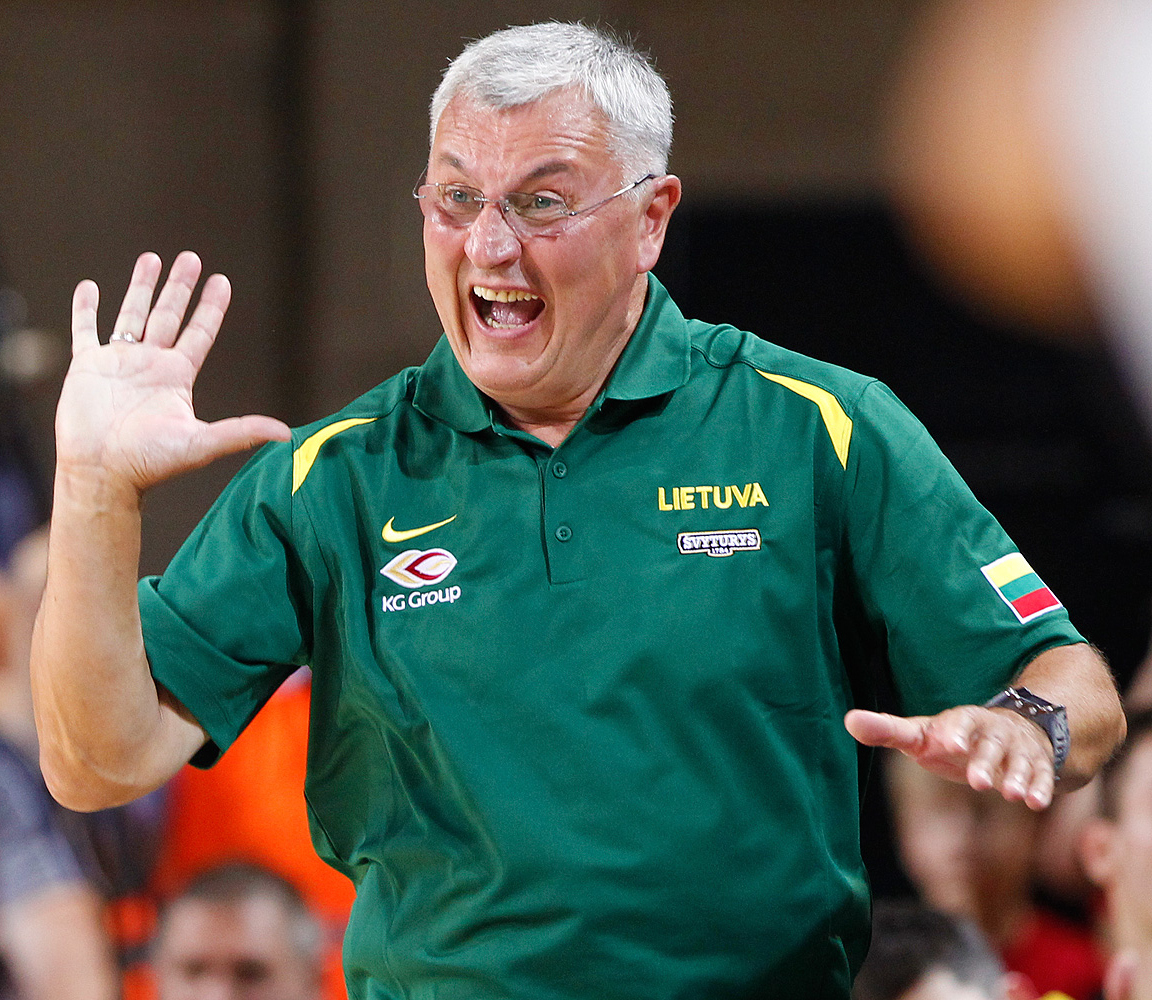
Jonas Kazlauskas, treinador campeão da Euroliga da FIBA de 1998–99

O Žalgiris teve seu maior sucesso durante as temporadas de 1997–98 e 1998–99. Eles foram treinados por Jonas Kazlauskas com uma nova geração de talentos lituanos, incluindo Saulius Štombergas, Dainius Adomaitis, Eurelijus Žukauskas, Tomas Masiulis e Mindaugas Žukauskas, e os experientes jogadores estrangeiros Franjo Arapović e Ennis Whatley. A equipe derrotou o Olimpia Milão por 82-67 na final da Copa Saporta de 1998, em Belgrado. Saulius Štombergas marcou 35 pontos na final. O Žalgiris também conquistou o quinto título consecutivo da LKL, desta vez contra o Atletas Kaunas.
Na temporada de 1998-99, Žalgiris chegou à Final Four da Euroliga pela primeira vez na história do clube e sagrou-se campeão europeu depois de derrotar o Olympiacos e o Kinder Bologna na semifinal e na final, respectivamente. Tyus Edney foi nomeado MVP do Final Four da Euroliga. Žalgiris também venceu os títulos LKL e North European Basketball League (NEBL) naquela temporada. Eles conquistaram o bronze no McDonald's Championship de 1999.

### 2000–2004: Volta de Sabonis
No ano seguinte à conquista da Euroliga, em 2000, Žalgiris passou por uma de suas piores temporadas. O clube foi eliminado após a fase de grupos na Euroliga, terminou em terceiro na NEBL e perdeu nas finais da LKL para o Lietuvos Rytas pela primeira vez. 
Na temporada de 2001, a equipe chegou aos playoffs da nova Euroliga, mas perdeu para o AEK. Eles se recuperaram no LKL, batendo Lietuvos Rytas na final por 3-2. A temporada de 2002 foi novamente decepcionante, já que a equipe foi eliminada na Euroliga após a fase de grupos e perdeu o LKL. Na temporada de 2003, eles foram novamente eliminados nos playoffs da Euroliga, mas conseguiram o título da LKL, vencendo o Lietuvos Rytas por 4-2.
Sabonis tornou-se o principal proprietário do clube em 2003, depois de jogar por muitos anos na Liga Espanhola e na NBA. Ele também voltou a jogar pelo clube na temporada de 2003-04. Eles dominaram a competição européia sendo o melhor time na temporada regular da Euroliga. O Žalgiris quase chegou ao Final Four da Euroliga, mas foi derrotado pelo Maccabi Tel Aviv. A temporada terminou com uma nota alta, com Žalgiris vencendo o Lietuvos Rytas na final da LKL.

### 2004–2009: Pós-Sabonis

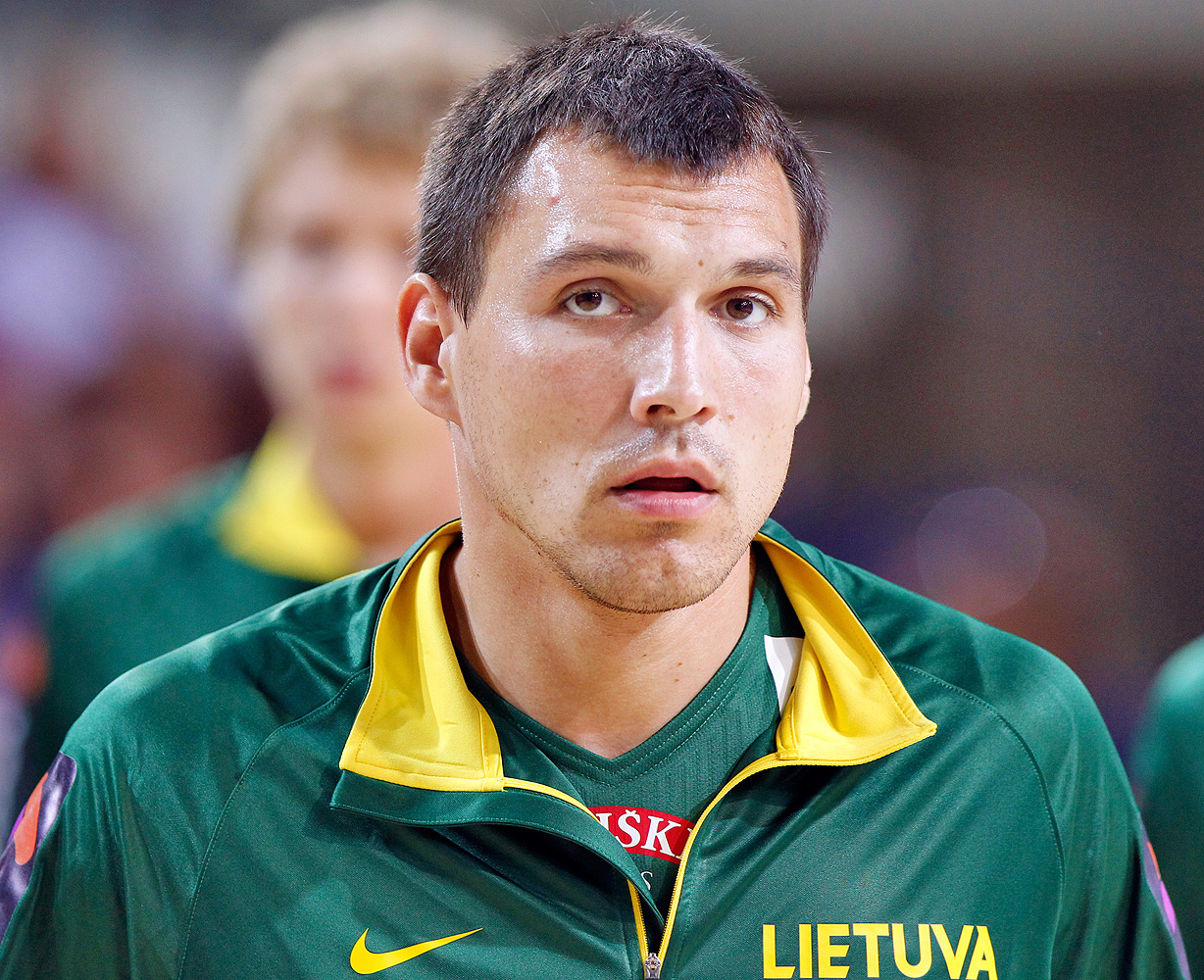
Em 2005, Jonas Mačiulis começou sua carreira na Euroliga como membro do Žalgiris.

Após a saída de Sabonis no final da temporada de 2004, Žalgiris enfrentou uma série de altos e baixos. Na temporada de 2005, o Žalgiris teve uma temporada respeitável. Na Euroliga, Žalgiris terminou a temporada regular com um recorde de 8-6, incluindo vitórias contra os favoritos Maccabi Tel Aviv e FC Barcelona. No entanto, no Top 16, Žalgiris entrou em uma longa queda e terminou com um recorde de 0-6. Eles se recuperaram na frente nacional, derrotando facilmente o Lietuvos Rytas nas finais do LKL por 4-0 e também venceram o título inaugural da Liga Báltica de Basquete (BBL), derrotando o Lietuvos Rytas na final por 64-60.
Na temporada de 2006, a equipe sofreu muitas mudanças, montando uma equipe mais jovem. Com o surgimento de Darjuš Lavrinovič e um forte trabalho de equipa, Žalgiris começou a temporada solidamente, terminando a época regular da Euroliga com um recorde de 9-5. Porém, mais uma vez, Žalgiris teve uma queda enorme terminando o Top 16 com outro recorde de 0-6 e perdendo os dois títulos da LKL e BBL para o Lietuvos Rytas.

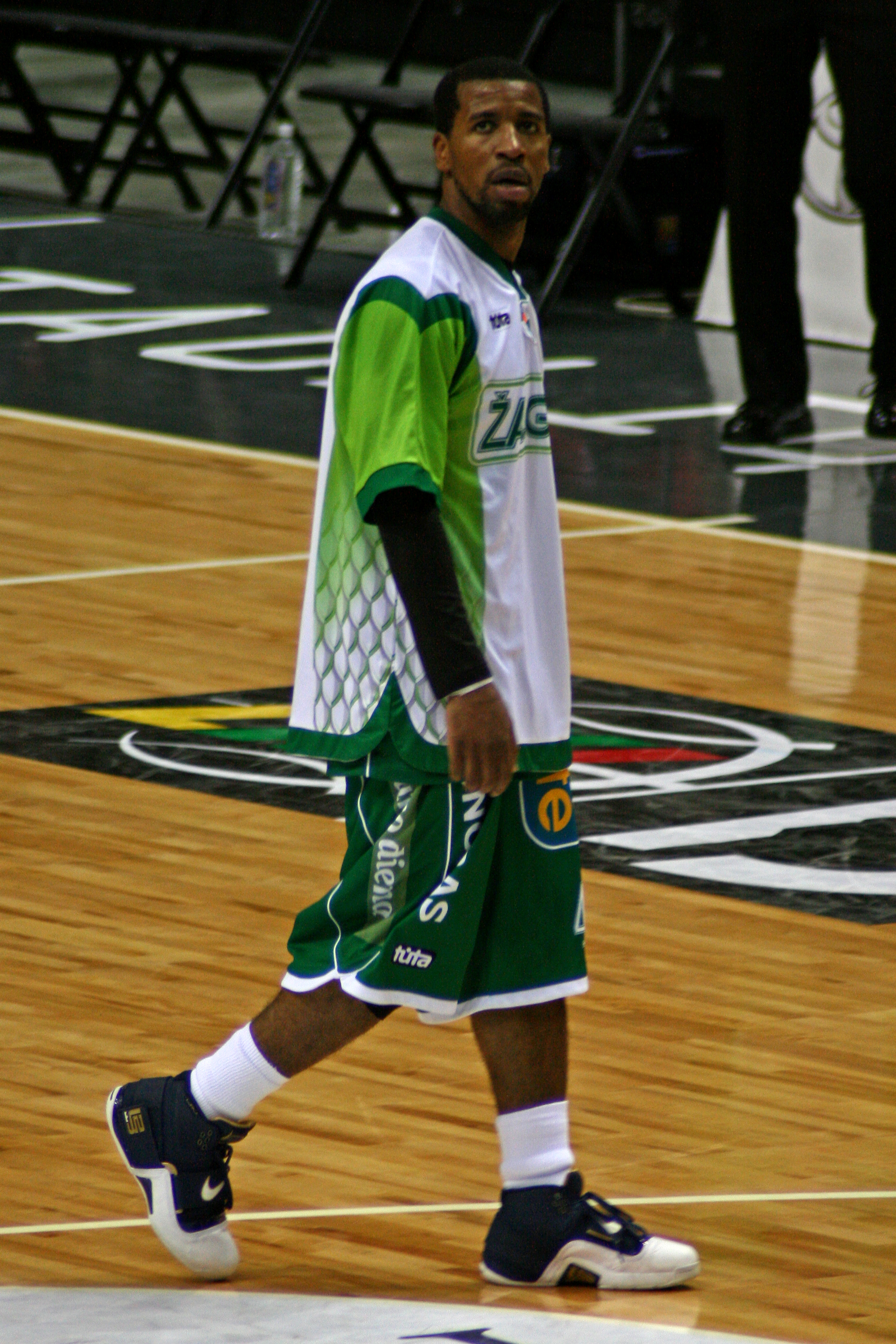
DeJuan Collins, um dos líderes da equipe na temporada de 2007-08

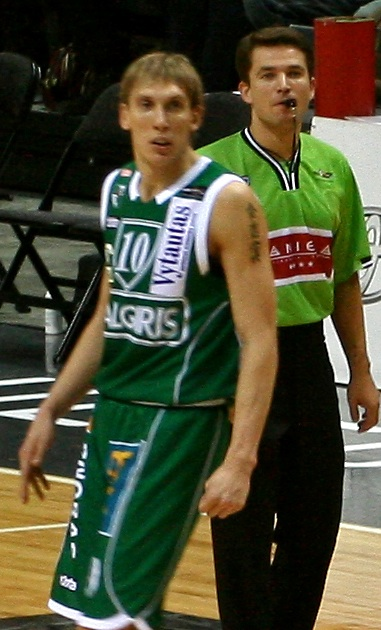
Dainius Šalenga dedicou a maior parte de sua carreira ao Žalgiris.

Para a temporada de 2007, eles tiveram um novo treinador, Ainars Bagatskis, mas sofreram um fiasco na temporada regular da Euroliga, com um desastroso recorde de 2-12. Depois que Ainars Bagatskis foi substituído pelo assistente técnico Rimantas Grigas e a contratação do novo armador DeJuan Collins, Žalgiris venceu a recém-criada LKF Cup.
Antes da temporada de 2008, Žalgiris jogou contra times da NBA pela primeira vez. A equipe teve uma temporada regular de sucesso na Euroliga, terminando com um recorde de 8-6, mas sofreu outra decepção no Top 16, terminando com um recorde de 1-5. Žalgiris também venceu a LKF Cup pelo segundo ano consecutivo, batendo o Lietuvos Rytas por 83-72 na final. Nas finais da BBL, Žalgiris derrotou o Lietuvos Rytas por 86-84 na final. Žalgiris manteve o título da LKL, derrotando o Lietuvos Rytas por 4-1 nas finais.
Apesar das crescentes dificuldades financeiras na temporada de 2009, a equipe chegou as finais da LKL e do BBL, bem como as finais da Copa LKF. Porém, eles perderam todos os títulos para o Lietuvos Rytas. Jonas Mačiulis, que se tornou o líder da equipe durante a temporada, saiu depois que a temporada terminou.

### 2009–2013: Era Vladimir Romanov

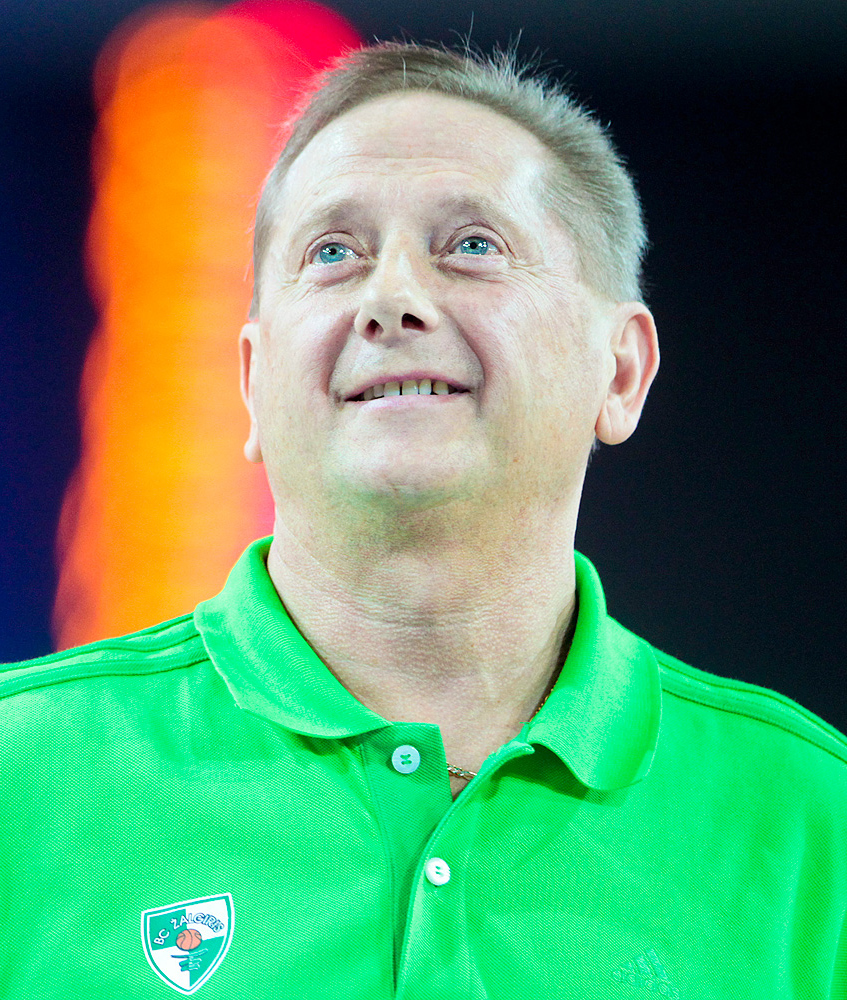
Vladimir Romanov, dono da equipe de 2009 a 2013

Durante a temporada de 2009, Žalgiris estava enfrentando dificuldades financeiras significativas e buscou um novo investidor. Sabonis vendeu a maior parte de sua participação para o grupo local de investimentos Ūkio bankas (ŪBIG), liderado por Vladimir Romanov, que detinha 75% do capital do clube. Sabonis manteve uma participação de 21,5% no clube; 3% pertenciam a um grupo minoritário, enquanto os restantes 0,5% pertenciam ao município da cidade de Kaunas.
Na temporada de 2010, Romanov logo se tornou impopular com os fãs. A equipe começou a temporada vencendo a nova Copa BBL contra o Lietuvos Rytas. No entanto, os maus desempenhos subsequentes fizeram com que o treinador fosse substituído pelo antigo treinador da Lituânia, Ramūnas Butautas, que conduziu a equipa ao Top 16 da Euroliga, com um recorde de 3–7 na época regular. Depois que a equipe entrou em uma recessão, Romanov dispensou Butautas, substituindo-o com o assistente técnico e ex-capitão Darius Maskoliūnas. Sob o comando de Maskoliūnas, o Žalgiris chegou perto do Top 8 da Euroliga, terminando com um recorde de 2-4. Eles reconquistaram o título da BBL ao derrotar o Lietuvos Rytas na final, mas perdeu a final da LKL para eles. Romanov tinha demitido o treinador Maskoliūnas durante esta série, levando à especulação de que Romanov tinha perdido intencionalmente as finais para permitir que o Lietuvos Rytas se classificasse para a temporada da Euroliga. A temporada é amplamente considerada como a mais controversa na história do clube.

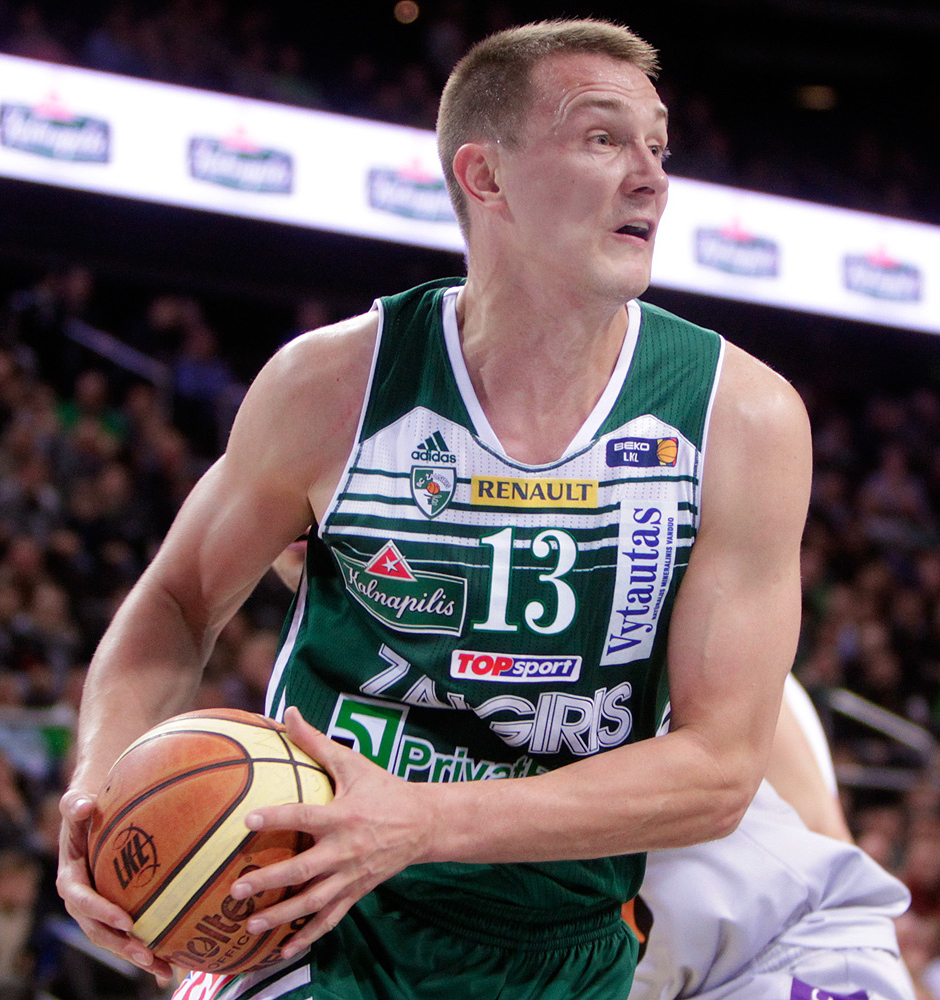
Paulius Jankūnas é um dos mais notáveis jogadores modernos de Žalgiris.

O Žalgiris começou bem na temporada de 2011, mas depois de uma queda na forma, Romanov dispensou o técnico. Eles se classificaram para a Top 16 apenas nos últimos finais, com um recorde de 5-5. A queda continuou com o novo técnico Ilias Zouros, com um fraco recorde de 1-5 no Top 16 da Euroliga. No entanto, as derrotas motivaram a equipe e o Žalgiris reconquistou a LKF Cup e derrotou o VEF Riga nas finais do BBL. Nas finais do LKL, Žalgiris derrotou facilmente o Lietuvos Rytas por 4-1, recuperando o título LKL pela primeira vez desde 2008.
A temporada de 2012 começou muito mal para Žalgiris. Esperando acabar com a queda, Romanov demitiu o treinador Ilias Zouros e substituiu-o pelo antigo treinador do Lietuvos Rytas, Aleksandar Trifunović. Apesar da melhora inicial, com a equipe terminando a temporada regular da Euroliga com um recorde de 4-6 e uma viagem para o Top 16, a queda continuou no Top 16, com o time terminando a temporada da Euroliga com 0-6. A equipe acabou se recuperando, conquistando a segunda "Tríplice coroa" consecutiva, vencendo a Liga da Lituânia, Taça da Lituânia e da Taça do Báltico.

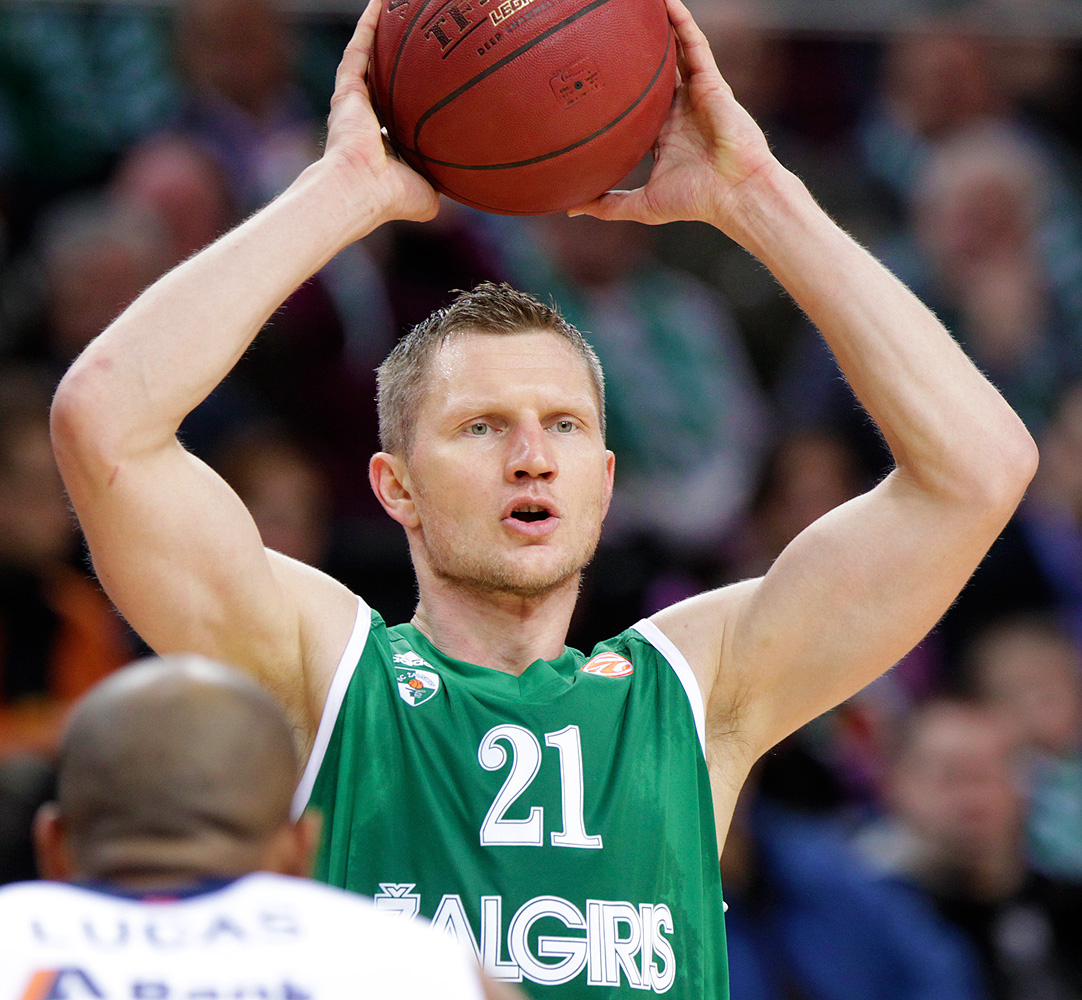
Rimantas Kaukėnas, um dos jogadores essenciais na temporada de 2012–13

A temporada de 2013 começou com o clube vencendo o recém-criado LKF SuperCup contra o Lietuvos Rytas. Sob o comando do novo treinador Joan Plaza, Žalgiris teve uma boa participação na Euroliga, terminando como líder do grupo pela primeira vez em 13 anos. Žalgiris venceu o LKL e a Liga VTB. 
Após o colapso de Ūkio bankas, o proprietário Vladimir Romanov deixou o Žalgiris. Problemas financeiros retornaram ao clube e os principais jogadores acabaram saindo. Žalgiris terminou o Top 16 com um recorde de 6-8, o melhor da história do clube. Em maio, Žalgiris venceu seu terceiro título consecutivo de LKL, vencendo o Lietuvos Rytas por 4-0 na final.

### 2013–2016: Uma nova direção e dominio da LKL
Depois de conquistar o título da LKL na temporada de 2013, Žalgiris competiu nos playoffs da VTB United League, derrotando Nizhny Novgorod nas quartas-de-final, mas perdendo para o Lokomotiv Kuban nas semifinais. Apesar da derrota, Žalgiris foi premiado com a medalha de bronze pela primeira vez desde 2010. Depois de perder o técnico Joan Plaza, Žalgiris recontratou Ilias Zouros como técnico principal da temporada de 2014. Žalgiris deixou a VTB United League por causa das mudanças no formato da Euroliga, agora as equipes que não se classificaram para o Top 16 teriam a chance de jogar nos playoffs da EuroCup.
Depois de um início ruim da temporada de 2014, Zouros foi demitido e substituído por Saulius Štombergas. Eles foram para o Top 16 pela quinta vez consecutiva (com um recorde de 5-5). O Top 16 provou ser um estágio difícil, com o Žalgiris perdendo muitos jogos por 5 pontos ou menos (um recorde de 2–12 no geral). Depois de algumas derrotas na Taça LKF e na LKL, Štombergas demitiu-se e foi substituído por Gintaras Krapikas como treinador interino.
Depois de uma derrota para o Lietuvos rytas no final da temporada regular de LKL, Žalgiris se classificou para os playoffs como a quarta melhor equipe, a pior na história do clube. Eles enfrentaram o Lietuvos Rytas novamente nas semifinais - a primeira vez em 15 anos que eles não se encontraram na final. Žalgiris avançou para a final contra o Neptūnas Klaipėda, ganhar a série por 4–2 e vencendo o seu quarto título consecutivo da LKL.
Na EuroLeague de 2015, Žalgiris teve um recorde de 5–5 e classificou para o Top 16, onde a equipe terminou com um recorde de 5–9. Em fevereiro, Žalgiris venceu a Copa da LKF pela primeira vez em três anos. Eles terminaram a temporada regular da LKL com 12 vitórias seguidas e a melhor colocação. Eles derrotaram o Lietuvos Rytas na final por 4-0. Esta vitória foi o quinto título consecutivo do LKL e o 17º da geral.
O Žalgiris terminou a temporada regular de 2016 com um recorde de 5–5 e classificou-se para o Top 16 pela sétima temporada consecutiva. Depois de um mau começo no Top 16, o treinador Krapikas foi substituído por Šarūnas Jasikevičius, mas a equipe perdeu para o Lietuvos Rytas na final da Taça Mindaugas. Eles terminaram a temporada da Euroliga terminou com um recorde de 2-12. Žalgiris derrotou o Neptūnas Klaipėda por 4–1 nas finais da LKL, ganhando o sexto título consecutivo de LKL.

### 2016 – Presente: Žalgiris no novo formato da EuroLeague

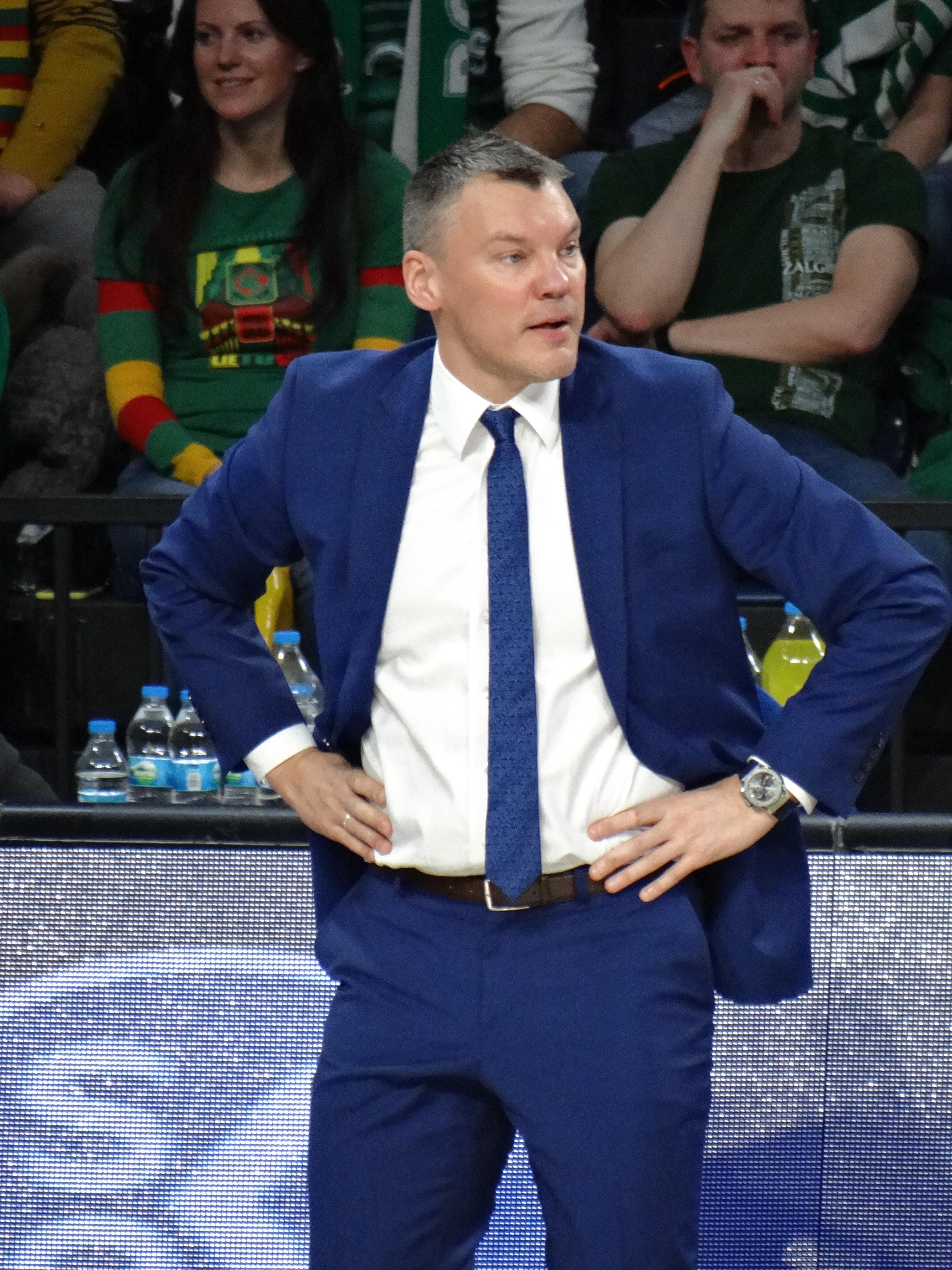
Šarūnas Jasikevičius, um dos maiores jogadores de basquete lituanos de todos os tempos, começou a treinar o Žalgiris em 2016 e conseguiu muitas vitórias com a equipe.

Em novembro de 2015, surgiu um conflito entre a FIBA e a Euroliga. A FIBA (Federação Internacional de Basquetebol) anunciou a formação da Liga dos Campeões de Basquetebol e cortejou as equipas da EuroLeague para o seu lado. No entanto, as melhores equipes, incluindo o Žalgiris, decidiram assinar um contrato de dez anos com a Euroleague Basketball Company.
Em fevereiro, Žalgiris venceu o primeiro título da temporada de 2017, vencendo a Copa Mindaugas ao derrotar o Lietkabelis Panevėžys nas finais por 84-63. Na Euroliga, Žalgiris superou as expectativas com um 10º lugar (14-16). O Žalgiris terminou facilmente em primeiro lugar durante a temporada regular do LKL, com apenas algumas derrotas. Nos playoffs da LKL, Žalgiris venceu o Dzūkija Alytus nas quartas de final, o Neptūnas nas semifinais e o Lietkabelis Panevėžys nas finais da LKL, conquistando o sétimo título consecutivo da LKL. A temporada de 2016–17 é considerada uma das melhores da história moderna de Žalgiris.
Na temporada de 2018, o Žalgiris venceu a Taça Rei Mindaugas pelo segundo ano consecutivo, derrotando o Lietuvos Rytas por 81-62 na final. Na Euroliga de 2017-18, Žalgiris foi novamente projetado para ser uma das últimas equipes. Durante outubro-dezembro, Žalgiris teve um recorde de 5-5, antes de vencer uma série de cinco jogos para terminar a primeira rodada com um recorde de 10-5, empatado em terceiro lugar na classificação. Na segunda rodada, Žalgiris lutou pelas primeiras colocações, mas conseguiu um recorde de 18-12, o sexto lugar e a classificação para os playoffs da EuroLeague pela primeira vez desde 2001. A equipe perdeu para o Fenerbahçe nas semifinais por 67-76 e venceu a disputa do terceiro lugar por 79-77 contra o CSKA Moscou. No LKL, Žalgiris venceu o Lietuvos Rytas na final, conquistando seu oitavo título consecutivo. Esta foi a melhor temporada do clube desde 1999.
Depois de uma temporada quase perfeita, o Žalgiris lutou no início da Euroliga de 2018–19 e alcançou o sexto lugar com um recorde de 7-7. No entanto, as lesões dizimaram a equipe, deixando um vazio na posição de armador. Em fevereiro, Žalgiris sofreu uma reviravolta na Copa King Mindaugas e perdeu o titulo para o Rytas Vilnius. No início de março, Žalgiris estava em 13º na Euroliga com um recorde de 9-15, depois de umas mudanças na equipes, eles tiveram uma série de seis vitórias alcançando um recorde de 15-15 e o último lugar nos playoffs. Nos playoffs da Euroliga, Žalgiris perdeu e foi eliminado para o Fenerbahçe. Na LKL, Žalgiris terminou em primeiro lugar na temporada regular e venceu o título contra o Rytas, conquistando o nono título consecutivo.

## Títulos

### Competições nacionais
- Liga Lituana de Basquetebol (33):

1946, 1950, 1952, 1953, 1954, 1955, 1957, 1958, 1991, 1992, 1993, 1994, 1995, 1996, 1997, 1998, 1999, 2001, 2003, 2004, 2005, 2007, 2008, 2011, 2012, 2013, 2014, 2015, 2016, 2017, 2018, 2019, 2020, 2021, 2023
- Copa Lituana de Basquetebol (6):

1990, 2007, 2008, 2011, 2012, 2015

- Campeonato Soviético de Basquetebol (5):

1947, 1951, 1985, 1986, 1987

- Copa Soviética de Basquetebol (1):

1953

### Competições europeias
- Euroliga (1):

1998–99
- Copa Saporta (1):

1997–98

### Competição Mundial
- Campeonato Mundial Interclubes de Basquete (1):

1986

## Jogadores

### Números aposentados
| N° | Jogador             | Posição | Tempo                           | Data da cerimônia      |
| -- | ------------------- | ------- | ------------------------------- | ---------------------- |
| 5  | Modestas Paulauskas | SF      | 1962–1976                       | 25 de Março de 2015    |
| 11 | Arvydas Sabonis     | C       | 1981–1989, 2001–2002, 2003–2004 | 27 de Setembro de 2014 |

## Jogadores Notáveis
- Stepas Butautas (12 temporada: 1944/56)
- Justinas Lagunavičius (9 temporadas: 1945/54)
- Modestas Paulauskas (14 temporadas: 1962/76)
- Valdemaras Chomičius (11 temporadas: 1978/89)
- Arvydas Sabonis (11 temporadas: 1981/89, 2001/02, 2003/05)
- Arūnas Visockas (9 temporadas: 1985/90, 1992/96)
- Gintaras Einikis (8 temporadas: 1987/95, 2002/03)
- Darius Dimavičius (2 temporadas: 1989/91)
- Tomas Masiulis (7 temporadas: 1995/2002, 2008)
- Dainius Adomaitis (3 temporadas: 1996/99)
- Eurelijus Žukauskas (5 temporadas: 1997/2000, 2007/09)
- Mindaugas Timinskas (4 temporadas: 1999/2000, 2002/05)
- Tadas Klimavičius (6.5 temporadas: 2002/01-2003, 2008/14)
- Paulius Jankūnas (10 temporadas: 2003/09, 2010–presente)
- Darjuš Lavrinovič (4 temporadas: 2003/06, 2012/13)
- Martynas Andriuškevičius (1 temporada: 2004/2005)
- Jonas Mačiulis (4 temporadas: 2005/09)
- Mantas Kalnietis (6.5 temporadas: 2006-2012, 2015-presente)
- Donatas Motiejūnas (1 temporada: 2007/08)
- Martynas Pocius (3 temporadas: 2009/11, 2013/14, 2015-presente)
- Tomas Delininkaitis (2 temporadas: 2010–2012)
- Robertas Javtokas (4 temporadas: 2011–presente)
- Kšyštof Lavrinovič (1.5 temporadas: 2012/2014)
- Rimantas Kaukėnas (1 temporadas: 2012/13)
- Mindaugas Kuzminskas (3 temporadas: 2010/13)
- Šarūnas Jasikevičius (1 temporadas: 2013/14)
- Darius Songaila (1 temporadas: 2014/15)
- Artūras Gudaitis (2 temporadas: 2013/15)
- Artūras Milaknis (5,5 temporadas: 2007/08, 2008/2011, 2013/2015)
- Renaldas Seibutis (2015/presente)
- Kenny Anderson (2005–2006)
- Marcelinho Machado (2006–2007)
- Marko Popović (2006–2008, 2011–2013)
- Mamadou N'Diaye (2007–2008)
- Ty Lawson (2011)
- Boban Marjanović (2011)
- Oliver Lafayette (2012–2013)
- James Anderson (2014–2015)
- Brock Motum (2015–2017)
- Ian Vougioukas (2015–2016)
- Augusto Lima (2016–2017)
- Léo Westermann (2016–2017, 2018–presente)
- Brandon Davies (2017–2019)
- Vasilije Micić (2017–2018)
- Beno Udrih (2018)

## Rivalidades
Durante a era soviética, Žalgiris teve uma enorme rivalidade com o CSKA Moscou, o símbolo do Exército Vermelho, atraindo grandes multidões nas décadas de 1950, 1960 e 1970. A rivalidade atingiu o auge durante a década de 1980, com as equipes se encontrando nas finais do Campeonato Soviético por seis vezes. O CSKA continua sendo uma das equipes mais odiadas em Kaunas até hoje. Entre 2000 e 2010, as equipas se encontraram muitas vezes na Euroliga com o CSKA a vencer a maioria dos jogos. Ao longo dos anos, as duas equipes também se encontraram no NEBL, bem como na Liga VTB United, com as partidas atraindo grandes multidões. Em 2012, um desses jogos da VTB atraiu uma assistência recorde de 15.812 para a competição e para a Žalgiris Arena.
Depois da Lei do Restabelecimento do Estado da Lituânia e da Independência da Lituânia em 1990 e da criação da Liga Lituana de Basquetebol em 1993, Žalgiris teve uma rivalidade com o Lietuvos Rytas. Os jogos entre eles são os que atraem o maior interesse na LKL, com as equipes se encontrando nas finais por 17 vezes com o Žalgiris vencendo 12 vezes.